# Ź
Ź ، ź یکی از حروف الفبای لاتین است ساخته شده از یک Z و اکسانی شیب‌دار بر بالای آن است. ź یکی از حروف الفبای لهستانی و مونته‌نگروئی است. 
در زبان‌های اسلاوی، تلفظ ź به صورت ز کامی است. در زبان لهستانی آوای این حرف به صورت [ʑ] است. در نویسه‌گردانی زبان پشتو از این حرف برای نشان‌دادن آوای [d͡z] بهره‌می‌برند. در الفبای زبان امیلیانو-رومانیولو این نویسه نمایان‌گر آوای [ð] است. 